# Beyond the Bridge
Beyond the Bridge ist eine hessische Progressive-Metal- und Rock-Band aus Frankfurt am Main, die im Jahr 1999 unter dem Namen Fall Out gegründet wurde.

## Geschichte
Die Band wurde im Jahr 1999 unter dem Namen Fall Out als Schulband gegründet. Nach einigen lokalen Auftritten löste sich die Band vorerst wieder auf, damit sich die Mitglieder ihrem Studium und anderen Berufen widmen konnten. Im Jahr 2005 entschloss sich Gitarrist Peter Degenfeld-Schonburg, die Band wiederzubeleben. In den folgenden fünf Jahren arbeitete er zusammen mit Keyboarder Christopher Tarnow an dem Konzeptalbum The Old Man and the Spirit. Als Produzent wurde Simon Oberender bestimmt. Als neuer Schlagzeuger kam Fabian Maier, als neuer Sänger Herbie Langhans zur Besetzung. Bassist Dominik Stotzem, bereits damals in der Schulband aktiv, war auch wieder in der Band. Als weitere Sänger kam kurze Zeit später Dilenya Mar hinzu. Die Aufnahmen zu The Old Man and the Spirit begannen im Jahr 2008 im Gatestudio in Wolfsburg. Erst im Jahr 2011 wurden die Aufnahmen beendet, sodass das Album im Januar 2012 bei Frontiers Records erschien. Im September 2012 absolvierte die Band einen Auftritt auf dem ProgPower-USA-Festival. Im Oktober 2012 ereilte die Band ein trauriger Schicksalsschlag, denn Simon Oberender verstarb plötzlich und unerwartet. Auf ihrer Homepage kündigte die Band daraufhin eine kreative Pause ebenso an, wie die Absicht, auf alle Fälle weiter machen zu wollen.

## Stil
Die Band spielt klassischen Progressive-Metal und -Rock, wobei Vergleiche mit Dream Theater der frühen 1990er-Jahre gezogen werden. Die Gruppe nimmt jedoch Anleihen aus anderen Metal- und Rock-Genres, wobei Bands wie Royal Hunt, Meat Loaf, Avantasia, Savatage und Within Temptation genannt werden.

## Diskografie
- The Old Man and the Spirit (Album, 2012, Frontiers Records)